# L. Sprague de Camp
Lyon Sprague de Camp (Nova Iorque, 27 de novembro de 1907 — Plano, Texas, 6 de novembro de 2000) foi um escritor estadunidense de ficção científica, terror e fantasia. É conhecido no Brasil da série de FC Viagens Interplanetarias - tendo o Brasil (para ele, Brazil com "z") como superpotência, país que domina a tecnologia destas Viagens.

## Vida
Nascido em Nova Iorque em 27 de novembro de 1907, de Camp interessou-se muito cedo pela literatura fantástica. Seu primeiro conto publicado, The Isolinguals, figurou na revista Astounding Science Fiction no final de 1937. Pouco meses antes, ele havia concluído seus estudos de engenharia aeronáutica. Desde então, manteve intensa atividade tanto na ficção científica quanto na fantasia, tendo escrito mais de 120 livros – ao que devemos acrescentar cerca de 400 contos e artigos –, de ficção e de não-ficção. Tamanha produção torna-o um dos autores mais prolíficos do gênero.
Sua obra mais lembrada talvez seja Lest Darkness Fall (A fim de que não caiam as trevas), seu primeiro romance de 1941. Também, pode-se destacar a saga The Reluctant King (O rei relutante), onde se evidencia o humor que caracterizou sua prosa.
Sprague de Camp morreu em 6 de novembro de 2000, sete meses depois de sua esposa, a também escritora, Catherine Crook de Camp. Suas cinzas foram reunidas em uma urna junta as de sua esposa no Cemitério de Arlington.

## Obras selecionadas

### Ficção científica
- Lest Darkness Fall (1939)
- The Wheels of If and Other Science Fiction (1948)
- Genus Homo (1950) (com P. Schuyler Miller)
- The Hand of Zei (1950)
- Rogue Queen (1951)
- The Continent Makers and Other Tales of the Viagens (1953)
- The Virgin of Zesh (1953)
- The Glory That Was (1960)
- A Gun for Dinosaur and Other Imaginative Tales (1963)
- The Best of L. Sprague de Camp (1978)

### Fantasia
- The Incomplete Enchanter (1941) (com Fletcher Pratt)
- Land of Unreason (1942) (com Fletcher Pratt)
- The Undesired Princess (1951)
- Tales from Gavagan's Bar (1953, exp. 1978) (com Fletcher Pratt)
- The Tritonian Ring and Other Pusadian Tales (1953)
- Tales of Conan (1955) (com Robert E. Howard)
- Conan the Adventurer (1966) (com Robert E. Howard)
- The Goblin Tower (1968)
- The Fallible Fiend (1973)

### Não-ficção
- Inventions and Their Management (1937; vt. Inventions, Patents, and Their Management (1959) (com Alf K. Berle)
- Lands Beyond (1952) (com Willy Ley)
- Science-Fiction Handbook (1953) (revisado em 1975, com Catherine Crook de Camp)
- Lost Continents; the Atlantis Theme in History, Science, and Literature (1964)
- The Ancient Engineers (1963)
- The Great Monkey Trial
- Lovecraft: A Biography (1975)
- Literary Swordsmen and Sorcerers  (1976)
- Dark Valley Destiny: the Life of Robert E. Howard (1983) (com Catherine Crook de Camp e Jane Whittington Griffin)
- The Ape-Man Within (1995)
- Time and Chance: an Autobiography (1996)